# Gare de Pont-Saint-Vincent
Gare de Pont-Saint-Vincent vasútállomás Franciaországban, Pont-Saint-Vincent településen.

## Vasútvonalak
Az állomást az alábbi vasútvonalak érintik:
- Jarville-la-Malgrange–Mirecourt-vasútvonal

## Kapcsolódó állomások
A vasútállomáshoz az alábbi állomások vannak a legközelebb:
- Gare de Neuves-Maisons
- Gare de Bainville